# Джої Бартон
Джо́ї Ба́ртон (англ. Joey Barton; нар. 2 вересня 1982, Гайтон, Англія) — англійський футболіст, півзахисник клубу «Бернлі».

## Клубна кар'єра
Вихованець футбольної школи клубу «Манчестер Сіті». 

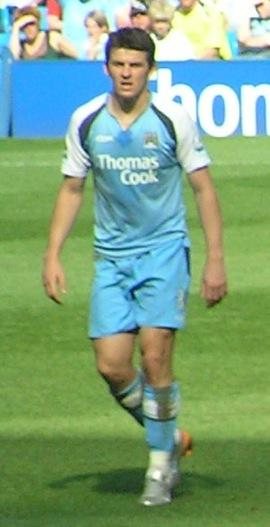
Джої Бартон під час виступів за «Манчестер Сіті». 14 квітня 2007

Дорослу футбольну кар'єру розпочав 2002 року в основній команді того ж клубу, в якій провів п'ять сезонів, взявши участь у 130 матчах чемпіонату. Більшість часу, проведеного у складі «Манчестер Сіті», був основним гравцем команди.
Своєю грою за цю команду привернув увагу представників тренерського штабу клубу «Ньюкасл Юнайтед», до складу якого приєднався 2007 року. Відіграв за команду з Ньюкасла наступні чотири сезони своєї ігрової кар'єри. Граючи у складі «Ньюкасл Юнайтед» також здебільшого виходив на поле в основному складі команди.
До складу клубу «Квінс Парк Рейнджерс» приєднався в серпні 2011 року. Всього встиг відіграти за лондонську команду 93 матчі в національному чемпіонаті. Крім того, сезон 2012/13 провів на правах оренди у французькому «Марселі», зігравши у 25 матчах Ліги 1.
27 серпня 2015 року на правах вільного агента перейшов в англійський «Бернлі» з Чемпіоншіпу, підписавши річний контракт. Відтоді встиг відіграти за клуб з Бернлі 31 матч в національному чемпіонаті.

## Виступи за збірні
2003 року залучався до складу молодіжної збірної Англії. На молодіжному рівні зіграв у 2 офіційних матчах, забив 1 гол.
7 лютого 2007 року провів один матч у складі національної збірної Англії, замінивши в кінці товариського матчу проти збірної Іспанії Френка Лемпарда.
| Дата       | Місто     | Господарі | Результат | Гості   | Турнір           | Голи | Примітки |
| ---------- | --------- | --------- | --------- | ------- | ---------------- | ---- | -------- |
| 07-02-2007 | Манчестер | Англія    | 0 – 1     | Іспанія | товариський матч | -    | 78'      |
| Усього     |           | Матчів    | 1         |         | Голів            | 0    |          |